# Thames Ditton
Thames Ditton è un paese nel Surrey, Inghilterra, molto vicino a Londra.
Dalla fondazione nel 1933 fino alla dissoluzione nel 1994, la Milk Marketing Board, una compagnia responsabile per la vendita di latte nel Regno Unito, ebbe il proprio quartier generale a Thames Ditton.